# Хёсс, Мария Кресценция
Святая Мария Кресценция Хёсс (нем. Maria Crescentia Höss (Höß); 20 октября 1682[…], Кауфбойрен, Швабия — 5 апреля 1744[…], Кауфбойрен, Швабия) — францисканская монахиня из Третьего ордена францисканцев.

## Биография
Анна Хёсс родилась 20 октября 1682 года в Кауфбойрене (Бавария, Германия) в семье ткача Матиаса Хёсса и его жены Люсии Хёрманн; у неё было семь братьев и сестёр. Стала ткачихой, но мечтала поступить в местный третичный францисканский монастырь в Кауфбойрене. Её не приняли, поскольку её отец не имел достаточно денег, чтобы заплатить монастырю приданое.
В 1703 году мэр Кауфбойрена, протестант, оказал большую услугу монастырю, купив прилегающую к нему таверну и подарил здание монахиням. Он отказался от компенсации, но попросил принять Анну в монастырь. В июне того же года она была принята к неудовольствию матери-настоятельницы, которая называла Анну «паразиткой», не вносящей вклад в жизнь общества, обращалась с ней как со служанкой, поручая самую грязную работу. Тем не менее, Анна постриглась в монахини под именем Мария Кресценция. Даже после этого настоятельница и некоторые старшие монахини не изменили враждебного к ней отношения. Её определили служить на кухне и ткать для монастыря.
В 1707 году была избрана новая настоятельница, которая благосклонно относилась к Марии Кресценции и доверила ей важную должность привратницы; в 1717 году была назначена наставницей послушниц. Мария Кресценция активно вела переписку с людьми, занимающим разное социальное положение, утешала их и давала советы. В это же время здоровье монахини начало ухудшаться. В 1741 году была избрана настоятельницей и служила в этой должности до своей смерти в Пасхальное Воскресение, 5 апреля 1744 года.

## Прославление
Процесс канонизации начался ещё в 1775 году, однако секуляризация монастырей в конце XVIII века и антикатолическая политика немецкого правительства во время Культуркампфа в XIX веке помешали его завершению. Беатифицирована 7 октября 1900 года папой Львом XIII, канонизирована 25 ноября 2001 года папой Иоанном Павлом II.
День памяти — 5 апреля.